# Nyssodrysternum lineolatum
Nyssodrysternum lineolatum là một loài bọ cánh cứng trong họ Cerambycidae.